# No Surprise
No Surprise is een nummer van de Amerikaanse rockgroep Daughtry. Het werd de leadsingle van het tweede album Leave This Town, dat 5 mei 2009 in de Verenigde Staten werd uitgebracht.

## Achtergrondinformatie
Het nummer is geschreven door zanger Chris Daughtry met Chad Kroeger van Nickelback en Eric Dill en Rune Westberg. De single was 5 mei 2009 voor het eerst te downloaden op de Amerikaanse iTunes en bereikte dezelfde dag nog de derde plek. De band begon op 6 mei 2009 het nummer ter stream beschikbaar te stellen op hun website en op diezelfde dag werd het nummer voor het eerst live gespeeld tijdens de American Idol Result Show.

## Histlijsten
Het nummer kwam binnen op de vijftiende plek in de Billboard Hot 100 met een verkoop van 106.000 digitale exemplaren in de eerste week, waardoor het het hoogste debuut van de groep in de lijst is en ook de vijfde top-20 hit. Het nummer kwam in de week van 27 augustus 2009 op nummer 1 te staan. Het nummer is uiteindelijk meer dan 1,2 miljoen keer over de toonbank gegaan.